# PHS-I99
PHS-I99は、英華達が開発した、大衆電信のPHS方式の携帯電話である。
PHSでの日本国ローミングに対応している。

## 歴史
- 2005年4月22日 電気通信端末機器審査協会による技術基準適合認定の設計認証 （設計認証番号A05-0162001）
- 2005年6月2日 テレコムエンジニアリングセンターによる技術基準適合証明の工事設計認証 （工事設計認証番号001JXAA1095）

## 仕様
- 形状：折りたたみ
- サイズ：幅44.2mm×高さ83.1mm×奥行20.8mm
- 重量：約74g
- 連続通話時間：約480分
- 連続待受時間：約350時間
- 充電時間：約2時間
- ディスプレイ：CSTN液晶
- カラー：65536色
- 着信音：16和音
- FMラジオ

## カラーバリエーション
- 天使藍
- 珍珠白